# 丰特坎托斯
丰特坎托斯，是西班牙卡斯蒂利亚-莱昂索里亚省的一个市镇。总面积9平方公里，总人口54人（2001年），人口密度6人/平方公里。